# Lizzet García
Lizzet Amairany García Olvera (* 9. September 1990 in Ario de Rosales, Michoacán) ist eine mexikanische Fußballschiedsrichterin.
García debütierte im September 2016 während eines U-15-Spiels. Seit mindestens der Saison 2018/19 leitet sie Spiele in der Liga MX Femenil, der höchsten mexikanischen Frauenliga, und hatte in dieser bereits über 150 Einsätze. Im April 2024 debütierte sie in der Liga de Expansión MX, der zweiten mexikanischen Herrenliga.
Seit 2022 steht García auf der Liste der FIFA-Schiedsrichter und leitet internationale Fußballpartien. Sie wurde als Videoschiedsrichterin beim CONCACAF W Gold Cup 2024 in den Vereinigten Staaten eingesetzt. Zudem war sie Unterstützungsschiedsrichterin bei der U-20-Weltmeisterschaft 2024 in Kolumbien.